# 荒神 (映画)
『荒神』（あらがみ）は、2003年公開の日本映画。

## キャスト
- 侍：大沢たかお
- 荒神：加藤雅也
- 女：魚谷佳苗
- 侍の友：榊英雄
- 挑戦者：坂口拓

## スタッフ
- 監督：北村龍平
- 脚本：北村龍平、高津隆一
- 原案：増本庄一郎、桐山勲
- 企画：堤幸彦
- プロデューサー：石田雄治、梅川治男
- 撮影：古谷巧
- 音楽：森野宣彦
- 照明：野村泰寛
- スタント：岩本淳也、カラサワイサオ